# L'Île-Saint-Denis
L'Île-Saint-Denis là một xã trong vùng hành chính Île-de-France, thuộc tỉnh Seine-Saint-Denis, quận Saint-Denis, tổng Saint-Denis-Sud. Tọa độ địa lý của xã là 48° 55' vĩ độ bắc, 02° 19' kinh độ đông. L'Île-Saint-Denis nằm trên độ cao trung bình là 30 mét trên mực nước biển, có điểm thấp nhất là 22 mét và điểm cao nhất là 32 mét. Xã có diện tích 1.17 km², dân số vào thời điểm 1999 là 6.810 người; mật độ dân số là 3.854 người/km².

## Thông tin nhân khẩu
| 1936  | 1946  | 1954  | 1962  | 1968  | 1975  | 1982  | 1990  | 1999  |
| ----- | ----- | ----- | ----- | ----- | ----- | ----- | ----- | ----- |
| 3 366 | 3 058 | 3 262 | 3 946 | 5 522 | 7 004 | 7 435 | 7 413 | 6 810 |